# Epiloog (Schnittke)
Alfred Schnittke arrangeerde in 1993 uit zijn Peer Gynt-ballet in 1993 de Epiloog.
Epiloog is geschreven voor cello, piano en tape.

De tape bevat een koor dat tekstloos zingt; de tape wordt gedurende de hele compositie herhaald. Het geluid van de tape is te omschrijven als ijl gezang op de achtergrond en heeft wat weg van het ijle geluid, dat ook klinkt bij Sinfonia antartica van Ralph Vaughan Williams. De cello en piano klinken in het geheel niet als Vaughan Williams. De cello geeft dan weer een heel ijl geluid (met name bij de hoge tonen), dat uitstekend combineert met het geluid van de tape; dan weer agressief. Het aanslaan van een pianotoets klinkt sowieso agressiever en contrasteert goed met het dunne geluid van cello en/of tape. Het werk eindigt met tape en een steeds hogere noten spelende cellist, waarna de muziek in de hoogte verdwijnt (fade-out). Dit komt overeen met de karakter Peer Gynt van Ibsen, die uiteindelijk met lege handen overblijft.
De compositie duurt ongeveer 24 minuten.